# Edward James Milford
Edward James Milford, avstralski general, * 10. december 1894, † 10. junij 1972.
Generalmajor Milford je med drugo svetovno vojno bil: direktor artilerije Generalštaba Avstralske kopenske vojske (1939–1940), poveljnik artilerije 7. pehotne divizije (1940), mojster general za oskrbo s strelivom Generalštaba Avstralske kopenske vojske (1941–1942), višji štabni častnik v Novogvinejski sili (1944), poveljnik 7. pehotne divizije (1944–1945); nato pa je bil od leta 1946 do upokojitve leta 1968 generalni adjutant Generalštaba Avstralske kopenske vojske.

## Življenjepis
Leta 1913 je vstopil v novoustanovljeni Kraljevi vojaški kolidž, Duntroon; leta 1915 je končal šolanje kot šesti od 36 (iz tega letnika jih je šest doseglo generalski čin). Bil je prvi diplomiranec kolidža, ki je dosegel generalski čin.
Takoj je bil poslan na Bližnji vzhod s 4. poljskoartilerijsko brigado. Marca 1916 je bil premeščen na zahodno fronto, kjer je bil štabni častnik v različnih štabih. Septembra 1917 je bil povišan v majorja, a je bil istega meseca ranjen in poslan v bolnišnico v London. Pozneje se je vrnil nazaj na fronto. 
Po koncu vojne se je odločil, da ostane v Anglijo, kjer je nadaljeval s študijem oskrbe s strelivom. Nato je bil poslan na različne zadolžitve v Avstralijo in Veliko Britanijo ter na šolanje v Štabni kolidž, Camberley (1930–1931). Pozneje je bil štabni častnik v Generalštabu Avstralske kopenske vojske; sprva kot pomočnik direktorja, nato pa direktor artilerije (1936–1940). Aprila 1940 je bil povišan v začasnega brigadirja in postal poveljnik artilerije 7. pehotne divizije. Že čez štiri tedne pa je bil poslal nazaj v Avstralijo, kjer je bil 1. januarja 1941 povišan v začasnega generalmajorja in imenovan za mojstra-generala za oskrbo s strelivom. 
Sredi leta 1942 je postal poveljnik 5. pehotne divizije, katera je bila januarja 1943 premeščena na Papuo Novo Gvinejo; na tem položaju se je izkazal kot dober poveljnik. Novembra 1943 je bil generalštabni častnik v Poveljstvo novogvinejske sile. 8. septembra 1945 je Milford sprejel vdajo vseh japonskih sil na Borneu iz rok viceadmirala Michiakija Kamade. Do marca 1946 je ostal poveljnik 7. divizije, nato pa je postal namestnik načelnika Generalštaba Avstralske kopenske vojske; maja istega leta pa je postal generalni adjutant istega generalštaba. 23. aprila 1948 je bil upokojen zaradi napačne diagnoze raka na prostati.